# Carden Wallace
Carden Crea Wallace (Australia, 1946) es una científica australiana que fue directora del Museo de Tropical Queensland de 1997 a 2003. Es experta en corales llegando a escribir una "revisión del Género Acropora". Wallace fue parte de un equipo que descubrió el desove en masa de coral en 1984.

## Biografía
Carden C. Wallace se graduó en Ciencias en la Universidad de Queensland en 1970, en la misma década donde dio a luz a dos hijos. De 1970 a 1976 fue curadora de vertebrados inferiores en el Museo de Queensland. Obtuvo su Ph.D. en 1979 en la Universidad de Queensland.  Wallace pasó un breve período investigando en el Instituto Australiano de Ciencias Marinas antes de investigar Biología Marina desde 1980 como miembro de la Universidad James Cook de North Queensland.
En 1984, Wallace y otros seis informaron por primera vez que los corales participaron en el desove masivo que observaron en la Gran Barrera de Coral en octubre y noviembre. Desde esa primera observación de la sincronía reproductiva en el coral en Australia, se lo ha observado en otros países, pero en diferentes épocas del año. Como resultado, el equipo de la Universidad James Cook recibió el Premio Eureka de Investigación Ambiental en 1992. Este ejemplo de criaturas que sincronizan su reproducción fue novedoso y se informó ampliamente.

### Museo de Queensland Tropical
En 1987, la sucursal en el norte del Museo de Queensland estaba bajo su dirección como "curadora a cargo". Mientras estaba en el museo, se le atribuyó la primera descripción de varios corales, incluidos Acropora hoeksemai y Acropora batunai en 1997.
Wallace fue nombrada Directora del Museo de Tropical Queensland en 1997. Su nuevo edificio fue inaugurado en junio de 2000 por el Primer Ministro de Queensland, Peter Beattie. En 1999, publicó un importante trabajo sobre corales titulado "Corales de Cuerno de Ciervo del Mundo: Una Revisión del Género Acropora". Este fue el primer estudio en más de un siglo del género Acropora e incluyó una descripción completa de cada subespecie.
Sally Lewis asumió el cargo de directora del Museo Tropical de Queensland en 2003. En 2008, Wallace y otros informaron sobre la recuperación de la biodiversidad después de la explosión atómica en el atolón de Bikini. El equipo informó que había habido cierta recuperación, pero 28 tipos de coral estaban extintos. En 2014 describió varias especies nuevas, incluyendo Acropora macrocalyx. Wallace es miembro de la junta de OceanNEnvironment. Cuando la Ocean Geographic Society organizó una competencia fotográfica en 2014. el premio para paisajes marinos se llamó el premio Carden Wallace.